# Pedro Febles
Pedro Febles   (Santa Cruz de Tenerife, 18 d'abril de 1958 - Caracas, 14 de desembre de 2011) és un exfutbolista veneçolà de la dècada de 1980.
Fou 25 cops internacional amb la selecció de Veneçuela.
Pel que fa a clubs, fou jugador, entre d'altres, de Deportivo Galicia, Atlético San Cristóbal i C.S. Marítimo de Venezuela.